# 仓洞车辆基地
仓洞车辆基地（：／ Changdong Charyang Saeopso */?）是首尔交通公社位于首尔芦原区的一座地鐵車輛基地，在首都圈电铁4号线附近。这个车辆段主要用于首都圈电铁4号线的4000系列车的修理维护和停放。